# Reprezentacja Czarnogóry w koszykówce mężczyzn
Reprezentacja Czarnogóry w koszykówce mężczyzn - drużyna, która reprezentuje Czarnogórę w koszykówce mężczyzn. Za jej funkcjonowanie odpowiedzialny jest Czarnogórski Związek Koszykówki (KSCG). Nigdy nie udało jej się zakwalifikować do Mistrzostw Europy, Mistrzostw Świata, czy Igrzysk Olimpijskich. Na arenie międzynarodowej zadebiutowała w 2009 roku, kiedy to wygrała Dywizję B. Dzięki tej wygranej wystąpi w eliminacjach do Mistrzostw Europy w Koszykówce w 2011 roku.

## Mistrzostwa Europy
- - 2011 - 21. miejsce
  - 2013 - 17. miejsce